# Sukomangu
Sukomangu is een bestuurslaag in het regentschap Wonogiri van de provincie Midden-Java, Indonesië. Sukomangu telt 2317 inwoners (volkstelling 2010).